# Ibn Sayyad
Ibn Sayyad (arabisch: الصف بن الصياد) wird in einem Hadith von Muslim als Zweifler am Prophetentum Mohammeds erwähnt. Mohammed argwöhnt, dass Ibn Sayyad ein Daddschāl sein könnte, ein falscher Messias, den man nicht töten kann.
Laut einer weiteren Stelle wird gesagt, Ibn Sayyad behauptete selbst, er wäre ein Prophet, als er an der Schwelle der Jugend war, und so wurde zunächst angenommen, dass er der falsche Messias wäre, wie im Hadith berichtet wird. Mohammed sagte: „Willst du nicht Zeugnis dafür tragen, dass ich der Gesandte Allahs bin?“. Ibn Sayyad sagte: „Nein, aber Sie sollten Zeugnis geben, dass ich der Gesandte Allahs bin.“ Daraufhin sagte Mohammeds Gefährte ʿUmar ibn al-Chattāb: „Der Gesandte Allahs soll mir erlauben, ihn zu töten.“ Daraufhin sagte Mohammed: „Wenn er diese Person ist [der Dajjal], die in Ihrem Kopf ist, werden Sie nicht in der Lage sein, ihn zu töten, und wenn er es nicht ist, dann wird es nichts nützen ihn zu töten“.